# تپه کلاشی
تپه کلاشی مربوط به دوره اشکانیان - دوره ایلخانی است و در شهرستان دالاهو، بخش مرکزی، دهستان بیونیج، ۱/۵ کیلومتری شمال غربی روستای بیامه واقع شده و این اثر در تاریخ ۲۶ اسفند ۱۳۸۶ با شمارهٔ ثبت ۲۱۷۶۴ به‌عنوان یکی از آثار ملی ایران به ثبت رسیده است.